# Posterula
Posterula is een monotypisch mosdiertjesgeslacht uit de familie van de Umbonulidae en de orde Cheilostomatida. De wetenschappelijke naam ervan werd in 1903 voor het eerst geldig gepubliceerd door Jullien.

## Soort
- Posterula sarsii (Smitt, 1868)